# Kim Richards
Kim Richards (19 de Setembro de 1964) é uma atriz norte-americana.

## Carreira
Richards nasceu em Mineola, Nova York, é filha de Kenneth E. Richards (1917-1998) e Kathleen Dugan (1938-2002). O casal se separou em 1972 e Kathleen depois se casou de novo. Richards tem duas irmãs, são as atrizes Kathy Richards (nascida em 1959), mãe das socialites Nicky e Paris Hilton, e Kyle Richards (nascida em 1969).
Sua carreira começou como uma criança no início dos anos 1970. A partir de 1970-1971, Richards estrela como Prudence Everett nas séries televisivas Nanny and the Professor, com Richard Long, Juliet Mills, Trent Lehman e David Doremus. Ela também estrelou em vários filmes da Disney, incluindo Escape to Witch Mountain, No Deposit, No Return e Return from Witch Mountain. Em 1978, ela se uniu novamente com o co-star de Witch Mountain, Iake Eissinmann no filme Devil Dog: The Hound of Hell.
No filme de John Carpenter Assault on Precinct 13, ela fez uma criança que foi assassinada. Ela estrelou mais tarde na série Hello, Larry e apareceu como convidada em inúmeros episódios de shows populares de televisão americanas, incluindo Diff'rent Strokes, Alice, The Love Boat, Little House on the Prairie, CHiPs, Magnum, P.I., The Dukes of Hazzard e The Rockford Files. 
Já adulta, Richards apareceu nos filmes Meatballs Part II, Tuff Turf e Escape. Além disso, ela também co-produziu Escape, juntamente com seu então marido G. Monty BRINSON. Depois de 1990, Richards praticamente se aposentou.

## Voltando a Atuar
Richards reapareceu em 2002, para reprisar seu papel de "Tia", no curta-metragem The Blair Witch Mountain Project, dirigido por Iake Eissinmannn antigo co-star de Witch Mountain. 
Em Race to Witch Mountain, Richards e Eissinmann participaram fazendo uma garçonete e um xerife, respectivamente.
Richards também fez uma breve aparição no filme Black Snake Moan.

## Vida Pessoal
Richards foi casada duas vezes. Seu primeiro casamento foi com G. Monty BRINSON, com quem teve uma filha, Brooke Ashley, e com Gregory Davis, com quem teve dois filhos, Whitney e Chade. Ambos os casamentos terminaram em divórcio. 
Richards também tem uma filha, Kimberly, com o ex-namorado John Jackson.

## Filmografia parcial
- 2010 The Real Housewives of Beverly Hills (TV)
- 2009 Race to Witch Mountain - Tina
- 2006 Black Snake Moan - Sandy
- 2002 The Blair Witch Mountain Project (short) - Tia
- 1990 Escape - Brooke Howser
- 1985 Tuff Turf - Frankie Croyden
- 1984 Meatballs Part II - Cheryl
- 1984 The Mississippi-"Informed Consent" (TV)
- 1983 The Dukes of Hazzard (TV) - Nancylou - "Cooter's Girl"
- 1983 Lottery! (TV) - Valerie
- 1982 Magnum, P.I. (TV) - Carrie Reardon - "Mixed Doubles"
- 1982 Alice - Lisa - "Not with My Niece,  You Don't"
- 1982 CHiPs (TV) - Sheila - "Tight Fit"
- 1982 The Love Boat (TV) - Gail / Lilian Gerbert
- 1981 Why Us? (TV) - Holly Sanborn
- 1979-1980 Hello, Larry (TV) - Ruthie Alder (35 episódios)
- 1979 Diff'rent Strokes (TV) - Ruthie Alder - "Thanksgiving Crossover" Part 1 & Part 2, "Feudin' and Fussin'" Part 1 & Part 2, and "The Trip" Part 1
- 1979 Fantasy Island (TV) - Rebecca – "Cornelius and Alphonse/The Choice"
- 1979 Hizzonner - Jamie – "Mizzonner"
- 1978 Devil Dog: The Hound of Hell (TV) - Bonnie Barry
- 1978 Project UFO (TV) - Amy Forman
- 1978 Return from Witch Mountain - Tia Malone
- 1977-1978 James at 16 (TV) - Sandy Hunter (20 episodes)
- 1977 The Car - Lynn Marie
- 1977 Police Story (TV) - Melanie – "Stigma" (1977)
- 1973-1977 ABC Afterschool Specials (TV)
- 1976 Assault on Precinct 13 - Kathy
- 1976 Family - Laura Richardson – "Monday Is Forever"
- 1976 Medical Center (TV) - Penny – "If Wishes Were Horses"
- 1976 Police Woman (TV) - Kerry McGuire – "Father to the Man" (1976)
- 1976 No Deposit, No Return - Tracy
- 1976 Raid on Entebbe (TV) - Alice
- 1976 The Rockford Files (TV) - Marin Rose Gaily – "The Family Hour"
- 1976 Sara Maude – "Code of the West"
- 1976 Special Delivery Juliette
- 1971-1976 Walt Disney's Wonderful World of Color (TV)
- 1975 Escape to Witch Mountain - Tia Malone
- 1975 Medical Story (TV) - "Million Dollar Baby"
- 1975 The Streets of San Francisco (TV) - Julie Todd – "River of Fear"
- 1974 Emergency! (TV) Melissa – "How Green Was My Thumb?"
- 1974 Hog Wild (TV) - Sara Melborne
- 1974 Little House on the Prairie (TV) - Olga Nordstrom – "Town Party-Country Party"
- 1974 The New Temperatures Rising Show (TV) - Little Girl
- 1974 Police Story (TV series) - Melanie – "The Wyatt Earp Syndrome" (1974)
- 1974 Return of the Big Cat (TV) - Amy McClaren
- 1974 The Whiz Kid and the Mystery at Riverton (TV) - Daphne 'Daffy' Fernald
- 1973 Alvin the Magnificent (TV)
- 1973 Here We Go Again (TV) - Jan Standish
- 1973 The Picture of Dorian Gray - Beatrice as a child
- 1972-1973 The ABC Saturday Superstar Movie (TV) - Prudence Everett – "Nanny and the Professor and the Phantom of the Circus"
- 1972 The F.B.I. (TV), "Dark Christmas" episode - Barbie Ghormley
- 1970-1971 Nanny and the Professor (TV) - Prudence
- 1971 The Strange Monster of Strawberry Cove (TV) - Girl outside mayor's house (sem créditos)